# 表演诗歌

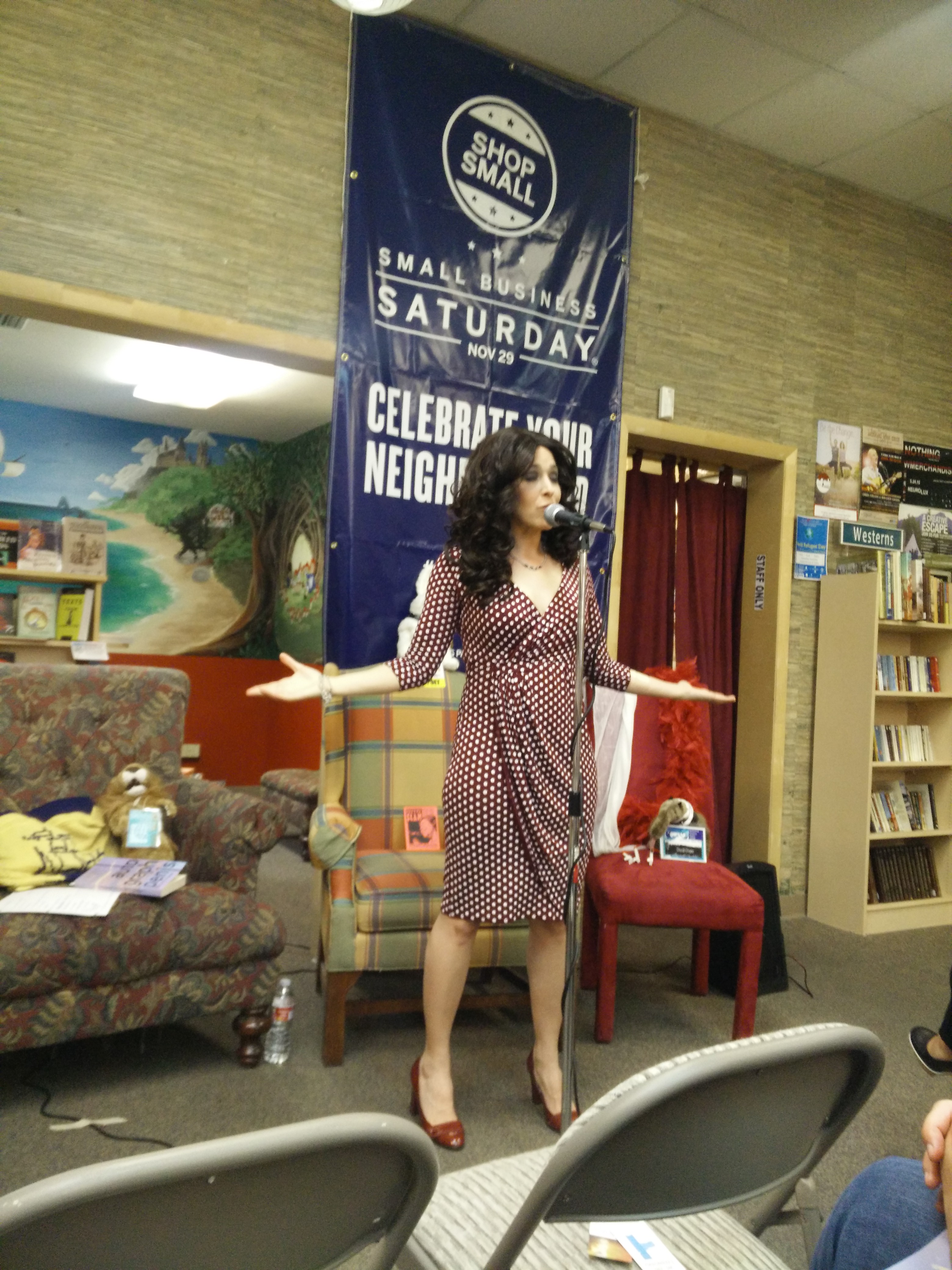
HO 唐纳雀在爱达荷州博伊西的一家书店表演。

表演诗歌是一个广泛的术语，包括各种风格和流派。简而言之，它是专门为在观众面前表演而创作的诗歌，或在行为艺术期间创作的诗歌。在20世纪80年代，这个词开始流行起来，用来描述为表演而写的或创作的诗歌，而不是印刷发行的诗歌，大多是即兴创作的。

## 历史
行为诗歌一词起源于早期的新闻稿，描述1980年代的行为诗人海德薇格·戈尔斯基，她的音频记录在世界各地的口语广播节目中取得了成功。 戈尔斯基，一个艺术学校的毕业生，试图想出一个术语，将她基于文本的声乐表演与行为艺术区分开来，特别是行为艺术家的作品，如劳里-安德森，他们在那个时候与音乐合作。
与产生于绘画和雕塑等视觉艺术流派的行为艺术家相比，行为诗人在其诗学中更依赖于修辞和哲学的表达。《奥斯汀纪事》印刷了戈尔斯基的双周 "Litera "专栏，早在1982年就首次发表了 "行为诗 "一词来描述戈尔斯基与作曲家D'Jalma Garnier III的作品。然而，她开始使用这个词来描述1978年的 "新宇宙剧 "和 "五声部概念性口语诗"，名为 "Booby, Mama!"，采用了威廉·巴勒斯和概念艺术方法流行的切割方法。 

朱厄尔作为一个过渡性人物值得特别一提，他比上述几位年轻，而且不像戈尔斯基那样特别扎根于 "垮掉的一代"，他与金斯伯格、科索、加里·斯皮德等人有密切的联系。到了1990年代，一般的诗歌公众对50年代和60年代的垮掉的诗人不太感兴趣。他们在寻找更新鲜、更新颖、更时髦的东西，与他们所处的时代更贴近。行为诗人建立了俱乐部、咖啡馆和媒体作为场所，后来成为新兴的抨击诗歌场景的舞台。与戈尔斯基不同的是，他与 "伊甸园之东 "乐队一起，开始在电台上直播表演诗。 ，朱厄尔和抨击诗人对小规模的现场观众更感兴趣。像纽约市的Nuyorican Poets Cafe这样的场所，以及像Gorski和John Giorno这样的大众媒体形式，形成了导致HBO上的Def Poetry的两条影响线。

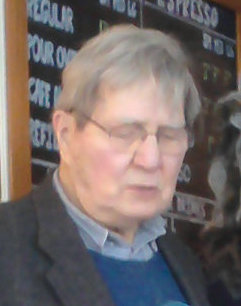
戈尔韦·金内尔在佛蒙特州表演一首诗

表演诗人-作家，尤其是表演诗人，擅长将口头文学的事件放到文学的主要社会/交流功能中。文学表演的多元性在诗人/作家的控制之下，而表演者从来没有把观众成员的参与降到最低。必须记住，自部落时代和古希腊以来，表演就是诗学的主要传播方式。正如戈尔斯基经常说的那样，广播和技术在接触大众诗歌受众方面超过了书籍，就像为印刷品写诗在书籍发明后使诗歌成为完全不同的艺术形式一样，音频 "媒介影响着诗人的写作方式，就像它们影响画家和雕塑家一样"。
如今，表演诗歌也被用作公立学校系统提高识字率的一种手段。  全球写作公司一直在将视频会议和播客等技术融入扫盲计划中，作为学生分享诗歌的一种方式。表演诗歌还为学生在舞台上诗歌表演提供了途径。 

## 20世纪
20世纪初，人们对艺术形式和惯例普遍提出了质疑。像Basil Bunting和Louis Zukofsky这样的诗人，呼吁重新强调诗歌的声音。特别是班廷认为，页面上的诗就像乐谱；只有通过声音表现出来，才能完全理解。这种对诗歌的态度有助于鼓励诗歌阅读的环境。查尔斯-奥尔森（Charles Olson）对主要基于人类口语呼吸的诗行的呼吁加强了这一点。 克莱夫·桑塞姆一生致力于收集和创作特别适合儿童表演的诗歌和戏剧。

## 20世纪70年代及之后
到了20世纪70年代，出现了三种主要的诗歌表演形式。首先是诗歌朗诵，通常由作者向观众朗读为该页面写的诗歌。诗歌朗诵已变得普遍，诗歌节和朗诵系列现已成为大多数西方社会文化景观的一部分。然而，大多数人不会将这种类型的诗歌朗诵视为表演诗歌现象的一部分。
这就留下了两种类型的诗歌表演：专门为杰罗姆·罗滕伯格模式的表演而写的诗歌，以及像大卫·安丁那样在表演期间创作的诗歌。这两种类型通常被认为构成表演诗。另一种基于垮掉派阅读印刷诗的方法是带有音乐的诗歌。拥有表演诗人的乐队将口语作为一种不唱歌的练习，但文本不被归类为歌曲。当金斯伯格用风琴演唱布莱克的歌曲时，第三种也是最受欢迎的表演诗歌类型的最初实践者是海德薇·戈尔斯基，她创造了“表演诗歌”一词来描述她的音乐作品。 她有时被称为新垮派，但认为自己是美国的“未来主义者”。与垮掉派、金斯伯格和凯鲁亚克不同，她的诗歌是为表演而写的，音乐是专门为诗歌创作的。她的口语已经尽可能接近唱歌，但没有真正唱歌。这就是戈尔斯基表演诗歌的关键：诗歌与专门为声乐表演而写的诗歌的音乐的结合。 戈尔斯基练习的另一种表演诗歌类型是没有音乐的，与概念艺术联系在一起，但那是在无法容纳她的乐队的较小场地中出现的。 与安廷和科尔明不同，戈尔斯基从不即兴创作文本，而是只为了表演而写诗，而避开印刷诗歌。

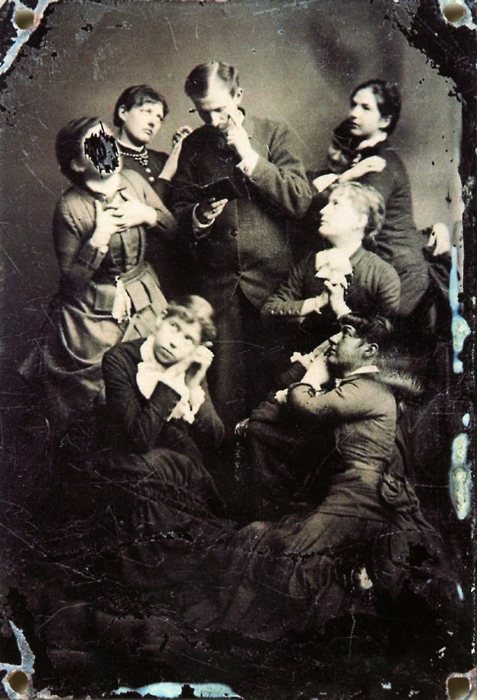
一位拥有一些狂热粉丝的诗人

在美国，语言诗人的崛起，以及他们对语言作为诗歌基础的不信任，从广义上讲，意味着行为诗歌在先锋派那里已经过时了。然而，允许 "无名 "诗人上台以3-5分钟的时间分享他们自己的作品的 "开放式麦克风 "和 "诗歌大满贯 "的日益流行，意味着行为诗歌现在是最广泛的流行诗歌形式之一。这些新形式的流行诗歌的主要支持者是纽约的鲍勃-霍尔曼、芝加哥的马克-史密斯和旧金山的艾伦-考夫曼。20世纪90年代，当时的美国桂冠诗人罗伯特-平斯基（Robert Pinsky）的 "最爱之诗 "项目为普通美国人阅读和表演他们最爱的诗歌提供了新的知名度。当代表演诗人现在正在尝试将诗歌表演改编成CD、视频和网络观众。
”垮掉的诗人“是第一个流行跨越到录音媒体来传播他们表演的诗歌的人。最著名的 "垮掉的一代 "诗人艾伦·金斯堡（Allen Ginsberg）效仿 "垮掉的一代 "同伴杰克·凯鲁亚克（Jack Kerouac）的做法，将其作品进行录音朗诵。金斯伯格在朗诵时总是使用音乐，并经常用口琴为自己伴奏。金斯伯格将威廉-布莱克的诗作配上音乐，用口琴表演。尽管 "垮掉的一代 "没有使用 "表演诗歌 "一词来对他们的音乐和录音工作进行分类，但 "垮掉的一代 "为海德薇格-戈尔斯基的工作提供了一个直接的模式。她是新斯科舍省艺术与设计学院艺术学校1976年的毕业生。这所艺术学校因开启了众多1970年代行为艺术家的职业生涯而臭名昭著，比如以拍摄他的咬人作品而闻名的维托-阿康西。值得注意的是，戈尔斯基，他创造了 "行为诗歌 "一词来描述她只为表演而写的诗、 录音，并通常与她的音乐乐队伊甸园东部乐队一起播出， 是除此之外唯一的女性帕蒂·史密斯（Patti Smith）是二十世纪末复兴口头诗歌的创新者之一。与古代吟游诗人类似，自 20 世纪 90 年代以来，巡演成为表演诗人和诗人传播作品的普遍方式。诗歌大满贯是诗人马克·史密斯在芝加哥创立的一种竞技性现场表演形式，现已成为表演诗歌的温床。
与奇卡诺诗人密切相关的是美国土著诗人约翰-特鲁德尔，他用他的诗歌和音乐磁带进行记录和穿越。特鲁德尔是在他的保留地受到联邦调查局特工的迫害而产生的，据说他们杀害了他的妻子和孩子。抗议对于表演诗歌的少数从业者来说意义重大，比如防御诗人和抨击者。这增加了美国行为诗歌的活力，并与艾伦-金斯堡等垮掉的诗人的社会抗议联系起来。
在捷克共和国，表演诗歌在捷克语使用者和居住在首都布拉格及周边地区的外国人中也很流行。   2002年，第一个外籍表演诗歌团体Alchemy成立，并定期举办开放麦克风诗歌活动，直至2018年  2003年，第一年的全国大满贯诗歌锦标赛作为奥洛穆茨文学节诗歌无国界的一部分举办，由诗人和作家Jaromír Konečný发起和Martin Reiner和文学理论家Miroslav Balaštík 。
2018 年，作家泰科·萨伊(Tyko Say)和杰夫·米尔顿 (Jeff Milton) 成立了位于布拉格的诗学团体“Object:Paradise”，其使命是“让诗歌阅读更具包容性、跨学科性，减少对艺术咖啡馆和高领毛衣的限制”。 此后，该团体的目标是使诗歌阅读更类似于语言事件，其中涉及同时发生的各种跨学科行为和表演。该团体在他们的宣言中概述了二十条咒语，使表演诗歌更像是一个独特的事件。   

## 英国
在实验方面，人们重新强调以诗歌为重点的协作编排舞台作品。例如， 《ShadoWork》通过将（简单的）戏剧动作与全方位的声音和舞台相结合，旨在吸引人们对文本的更深入的关注，从而打破并丰富了作者、文本和观众的传统制度。 这代表了一种回避赤裸裸的娱乐价值的表演诗歌的“反文化”模式。  Jonzi D 的Lyrikal Fearta等其他举措塑造了舞台街头艺术，将口头语言扩展到短篇散文作品，并将表演诗歌与舞蹈融合在一起。
英国表演诗歌继续在草根层面蓬勃发展，在酒吧和剧院以及格拉斯顿伯里音乐节和爱丁堡边缘艺术节等文学节和艺术节上进行表演。对于更传统的作家来说，大满贯和开放式麦克风仍然很受欢迎。受广播表演诗人海德维格·戈尔斯基（Hedwig Gorski）影响的媒体作品已经普及； 电视和广播领域出现了一些交叉。 许多当代英国表演诗人都受到约翰·库珀·克拉克等朋克诗人和林顿·奎西·约翰逊等雷鬼诗人以及喜剧和嘻哈音乐的影响。 2003年，由露西·英格利希（Lucy English）组织的第一届英国表演诗歌会议在巴斯斯帕大学举行。演讲者包括来自美国的表演诗人鲍勃·霍尔曼和查尔斯·伯恩斯坦。巴斯斯帕大学开设了表演诗歌模块，作为其创意写作课程的一部分。
- 努约里坎诗人咖啡馆
- 澳大利亚表演诗
- 海德维格·戈尔斯基
- 语言诗人
- 表演诗人名单
- 文学运动
- 诗歌朗诵
- 满贯诗歌
- 口头语言
- 反诗

1. ↑  The term originated with an art school graduate and later creative writing P h.D. who wanted to distinguish her public poetry performances from performance art in advertisements and while writing for the Austin Chronicle. Intoxication: Heathcliff on Powell Street. Slough Press, 2007. ISBN 1-4276-0475-4
2. ↑  Wheeler, Lesley. Voicing American Poetry: Sound and Performance from the 1920s to the Present. Cornell U P, 2008.
3. ↑  Intoxication: Heathcliff on Powell Street. College Station, TX: Slough Press, 2007, 2009. ISBN 978-1-4276-0475-0
4. ↑  Wheeler, Lesley. Voicing American Poetry: Sound and Performance from the 1920s to the Present. Cornell U P, 2008.
5. ↑  . Global Writes.   [January 24, 2016]. （原始内容存档于2016-01-21）.
6. ↑  'The Poetry of Charles Olson: A Primer', Thomas F. Merrill, 
University of Delaware Press (1982) p.53. ISBN 9780874131963.
7. 1 2  .   [2023-06-22]. （原始内容存档于2023-08-10）."Hedwig Gorski – Kabar Terupdate Permainan Slot Online" （页面存档备份，存于）.
8. 1 2  .   [2023-06-22]. （原始内容存档于2022-03-13）.
9. ↑  Documented in JAST during an interview with Robert Creeley on TV, Austin Chronicle, and http://hedwiggorski.com （页面存档备份，存于）
10. ↑   (PDF).   [2011-10-10]. （原始内容 (PDF)存档于2012-03-28）. TV interview 1982 Hedwig Gorski and Robert Creeley discuss Beats in the context of performance poetry.
11. ↑  .   [2023-06-22]. （原始内容存档于2023-06-22）.
12. ↑  . 12 April 2017  [2023-06-22]. （原始内容存档于2023-06-23）.
13. ↑  .   [2023-06-22]. （原始内容存档于2023-06-22）.
14. ↑  .   [2023-06-22]. （原始内容存档于2023-06-22）.
15. 1 2  Fernanda, Seavon. . A2. March 2022, (5/2022): 11  [2023-06-22]. （原始内容存档于2023-04-04）.
16. ↑  Gironès, Cristina. . Radio Prague International. Radio Prague International. 16 February 2022  [2023-06-22]. （原始内容存档于2023-07-09）.
17. ↑  National Association of Writers in Education; 'ShadoWork - Poets Doing the Unthinkable'; Writing in Education, 1999, issue 17.
18. ↑  'Making Voices: Identity, Poeclectics and the Contemporary British Poet', New Writing 3:1, 2006, pp.66-77. DOI: 10.2167/new058.0
19. ↑  Lesley Wheeler, Voicing American Poetry: Sound and Performance from the 1920s to the Present. Cornell University Press, 2008. pg 172. ISBN 978-0-8014-7442-2
20. ↑  BBC. .   [January 24, 2016]. （原始内容存档于2015-09-12）.
21. ↑  Dread Poetry and Freedom: Linton Kwesi Johnson and the Unfinished Revolution, David Austin (2018, Pluto Press). ISBN 9780745338132.